# Bernhardt Edskes
Bernhardt Hilbrand Edskes (Groningen, 28 oktober 1940 – 21 september 2022) was een Nederlands-Zwitserse organist, orgelbouwer en orgelkundige, wonend in Zwitserland. Hij was de jongste broer van de organist en orgelkundige Cor Edskes (1925-2015).
Bernhardt Edskes was net als zijn oudere broers al op jonge leeftijd kerkorganist en hij werd orgelrestaurateur. In 1963 verhuisde hij naar Zwitserland om te werken bij de orgelbouwer Metzler. In dienst van Metzler was hij betrokken bij de bouw van enkele orgels in Nederland, zoals het koororgel van de Sint-Joriskerk in Amersfoort (1967) en het hoofdorgel van de Grote Kerk in Den Haag (1972). In 1968 restaureerde hij het Schnitger-orgel van de Hervormde kerk van Nieuw-Scheemda.
Hij trouwde met een Zwitserse vrouw en zette in 1975 een eigen orgelbouwatelier op. Sinds 1978 woonde en werkte hij in Wohlen (Aargau). Hij was al enige tijd ziek toen hij op 81-jarige leeftijd overleed.
Edskes heeft vele historische orgels gerestaureerd, waaronder de Jacobikerk in Uithuizen en de Koepelkerk in Veenhuizen (Noordenveld). Ook heeft hij nieuwe orgels gebouwd, vooral voor kerken in Duitsland, Zwitserland en Nederland. Pas in 2004 bouwde hij zijn eerste orgel in Nederland, in Het Baken in Ommen. Een van zijn opvallendste projecten was het in Schnitger-stijl gebouwde orgel in de Lutherse Kerk in Groningen (2017).

## Orgels van Edskes
- Waisenhauskirche, (eerder het Kartäuserkloster) Basel (1994)
- St-Ludgeruskerk, Aurich (1997)
- GKV Het Baken, Ommen (Ov.) 2004
- Allerheiligenkerk, Zürich-Neuaffoltern (2009)
- Huisorgel Groningen (Jan Willem van Willigen, 2002/2003)
- Julianakerk, Dordrecht (2006)
- Huisorgel Zwitserse Huis Groningen (Tim Knigge, 2013)
- Gereconstrueerd Schnitger orgel Lutherse Kerk Groningen (Haddingestraat 23, opgeleverd 2017)
- Hauptorgel, Maria Frieden, Zürich Dübendorf (2014)

## Afbeeldingen

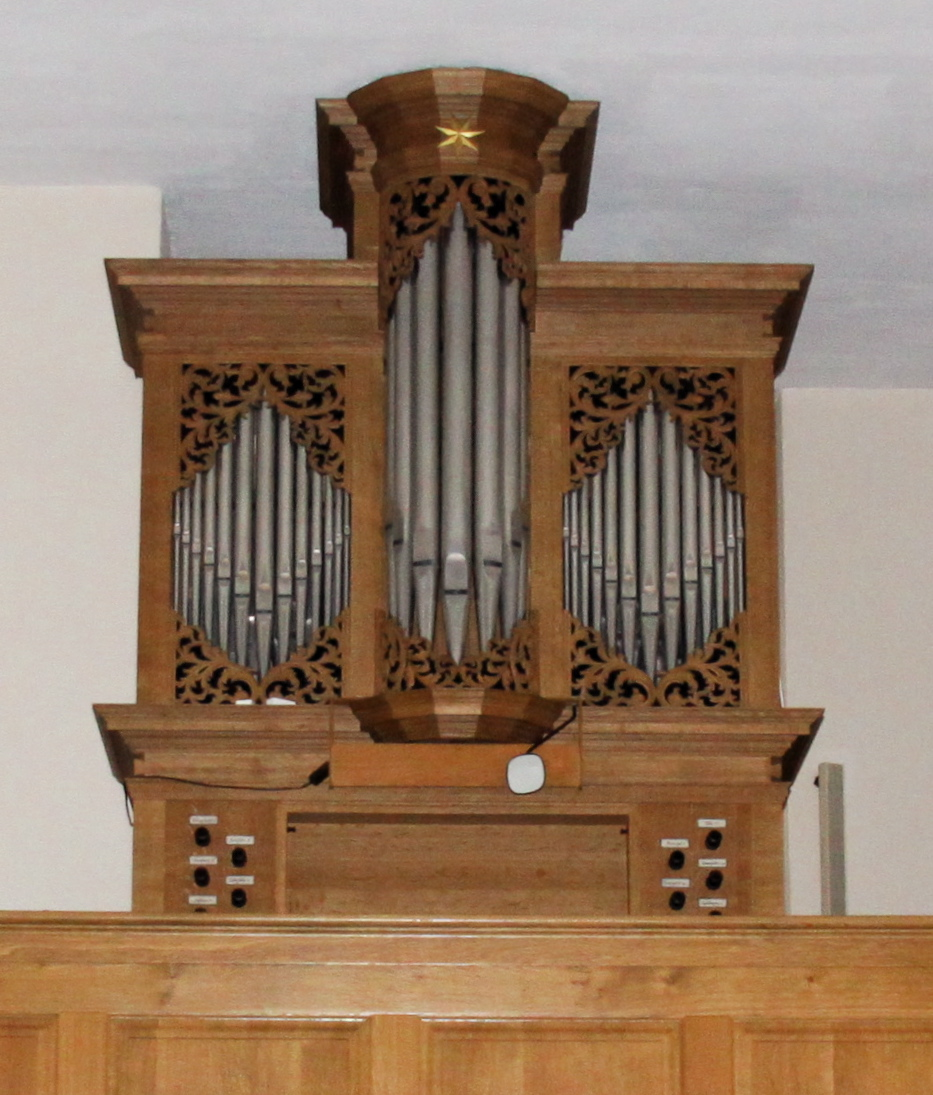
Ludgeruskerk, Aurich
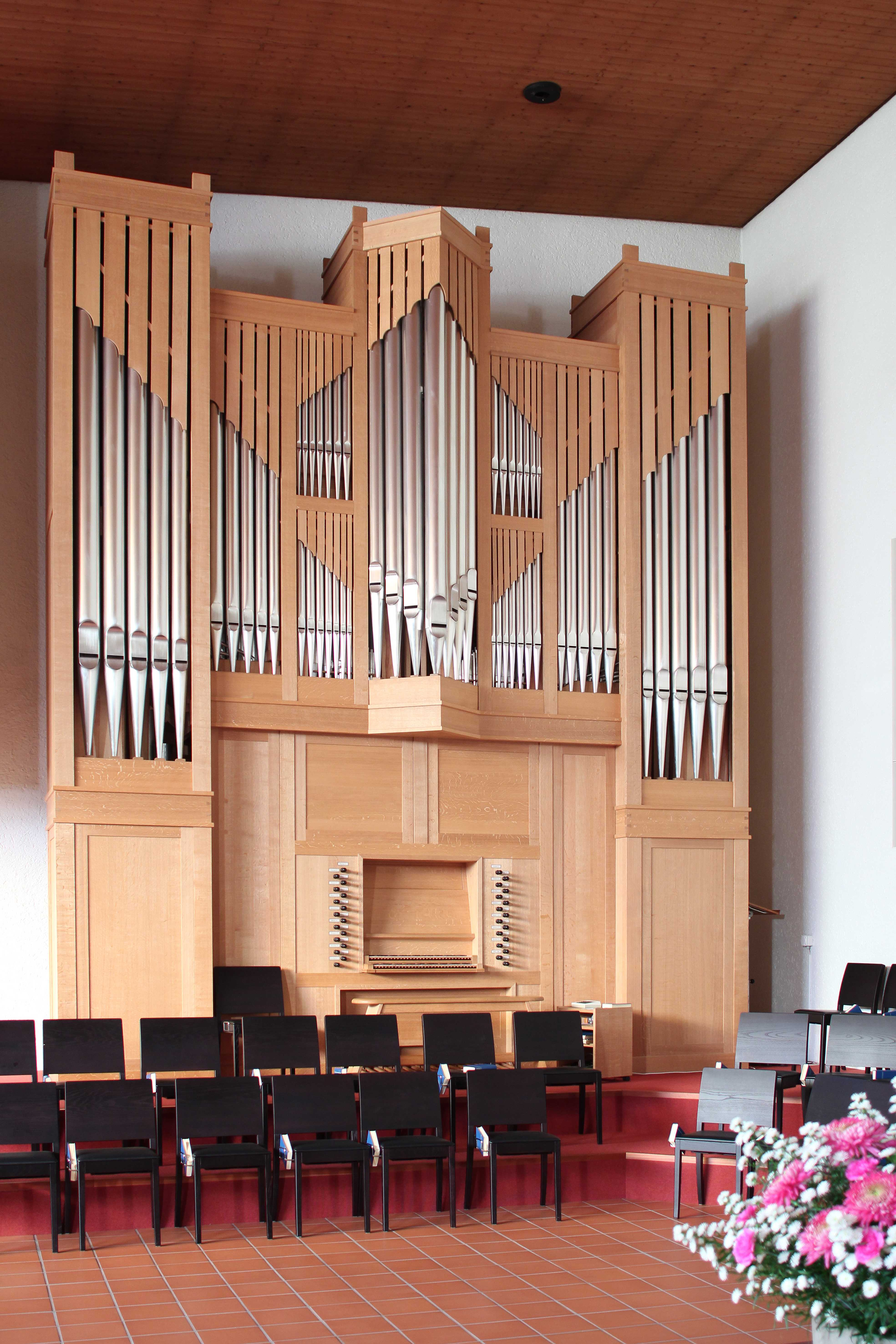
Allerheiligenkerk, Zürich
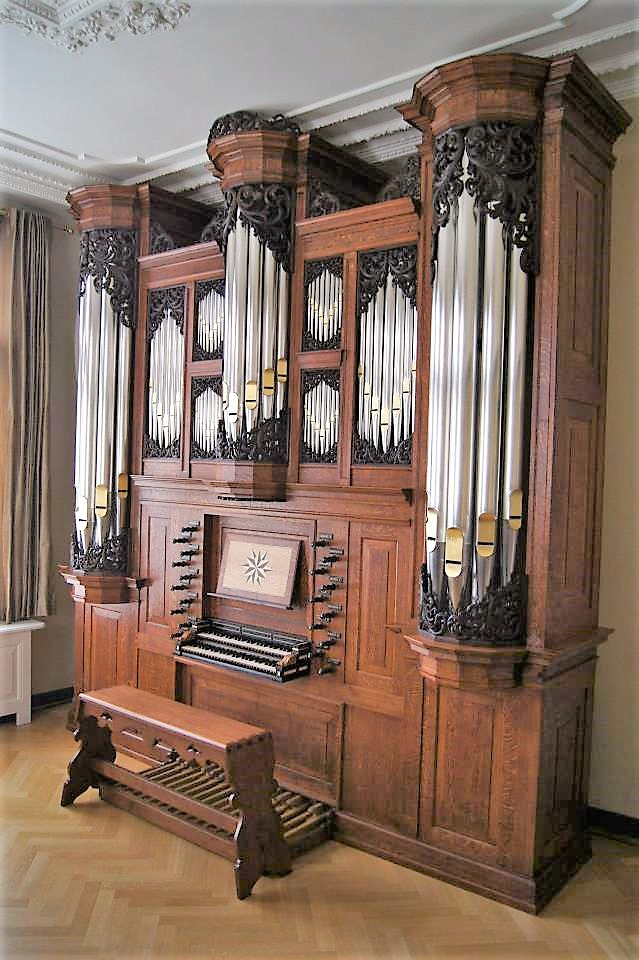
Huisorgel Zwitserse Huis, Groningen
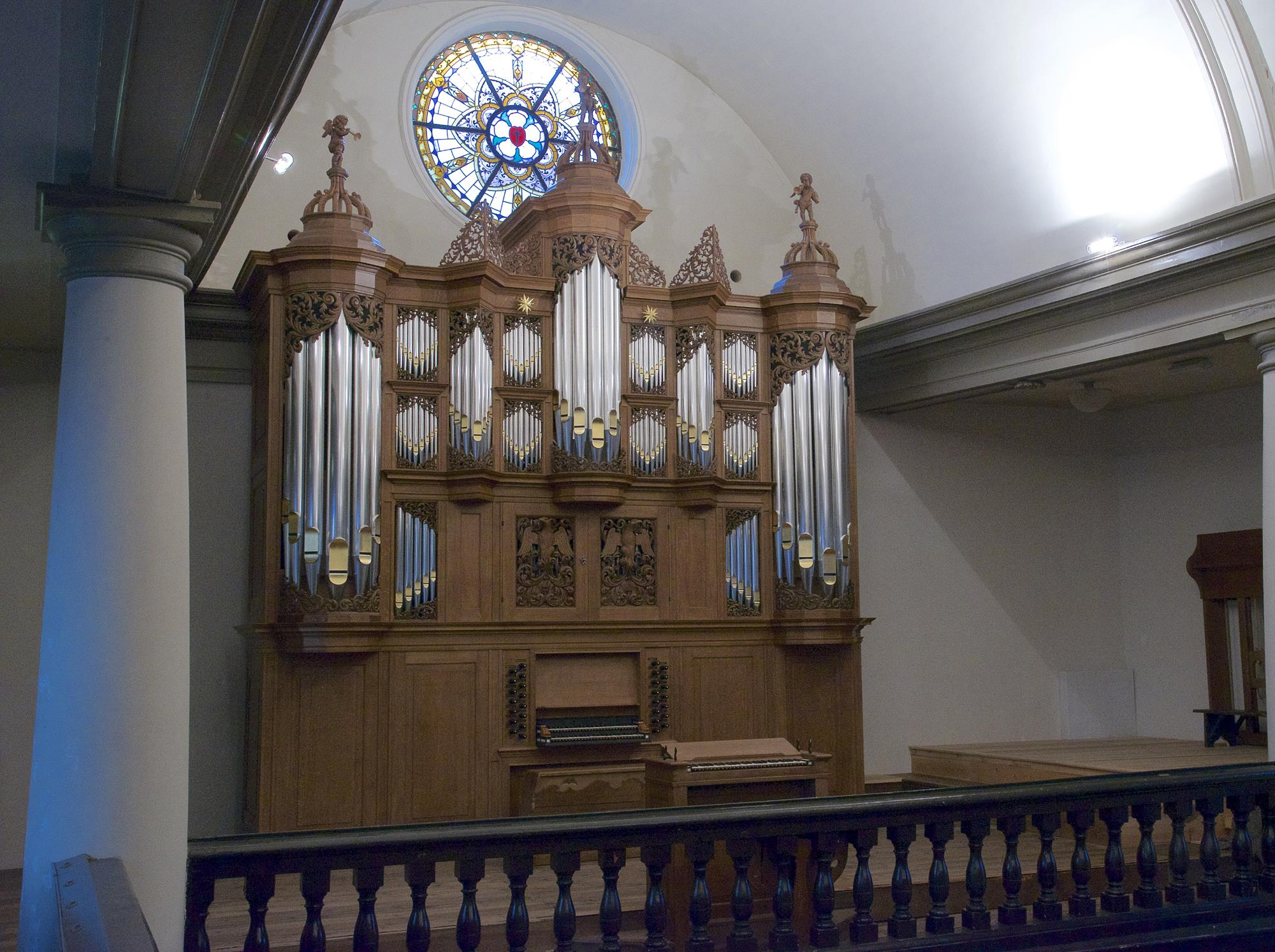
Schnitger orgel (reconstructie 2017), Groningen

- Gemeinsame Normdatei: 1032518065
- International Standard Name Identifier: 0000 0004 0219 7281
- Library of Congress Control Number: no2018026127
- Nederlandse Thesaurus van Auteursnamen: 191736600
- Virtual International Authority File: 297919729
- WorldCat: E39PBJvd3KgKMyk83kxkggcgKd

Adema · Gebroeders Van der Aa · Jacobus Armbrost · Bakker & Timmenga · Johann Bätz · Jonathan Bätz · Joseph Binvignat · Sander Booij · Martin Butter · Van Dam · Matthijs van Deventer · Geert Pieters Dik · Johannes Duyschot · Roelof Barentszn Duyschot · Bernhardt Edskes · Marten Eertman · Gerardus Elberink · Elbertse · Antoon van Elen · Flentrop · Dirk Flentrop · Heinrich Hermann Freytag · Rudolf Garrels · Justus Geerkens · Pieter Geerkens · Gradussen · Albertus van Gruisen · Willem van Gruisen · Nicolaas van Hagen · Willem Hardorff · Hendrik Hermanus Hess · Jan van den Heuvel · Jan Adolf Hillebrand · Albertus Antoni Hinsz · Bernard Petrus van Hirtum · Nicolaas van Hirtum · Cornelis Hoornbeek · Klop Orgels & Klavecimbels · Hermanus Knipscheer · Johan Frederik Kruse · Ernst Leeflang · Lohman · Jan van Loo · Michaël Maarschalkerweerd · Pieter Maarschalkerweerd · Abraham Meere · Roelf Meijer · Michaël Mercator · Carl Friedrich August Naber · Familie Niehoff · Cornelis van Oeckelen · Petrus van Oeckelen · Detlef Onderhorst · Pels & Van Leeuwen · Pereboom & Leijser · Elbert Pluer · Radersma · Joachim Reichner  · Reil · Cornelis Rogier · Mense Ruiter · Conradus Ruprecht II · Hans Wolff Schonat · Franciscus Cornelius Smits · Frans Casper Snitger · Johannes Stephanus Strümphler · Johannes Wilhelmus Timpe · Valckx & Van Kouteren · Kam & Van der Meulen · Henk Veeningen · Matthijs Verhofstadt · Vermeulen · Verschueren · Johannes Vollebregt · Jacobus Vollebregt · Van Vulpen · Christian Gottlieb Friedrich Witte · Johan Frederik Witte · Lodewijk Ypma · Jacobus Zeemans
Zuid-Nederlands orgelbouwer (voor 1830)